# Chřibský vrch
Der Chřibský vrch (deutsch Himpelberg, 621 m; auch Kamzičí vrch) ist ein markanter Berg im Lausitzer Gebirge in Tschechien.

## Lage und Umgebung
Der Chřibský vrch befindet sich im Hauptkamm des Lausitzer Gebirges, zwei Kilometer südlich von Chřibská (Kreibitz) gelegen. Direkt am Fuß des Berges liegen die kleinen Ortsteile Horní Chřibská (Oberkreibitz) und Krásné Pole (Schönfeld). Über die westliche Bergschulter verläuft die Fernstraße Nr. 263 zwischen Česká Kamenice und Rumburk, welche an der nahen Passhöhe Křížový Buk (Kreuzbuche) den Hauptkamm des Lausitzer Gebirges überquert.

## Aussicht

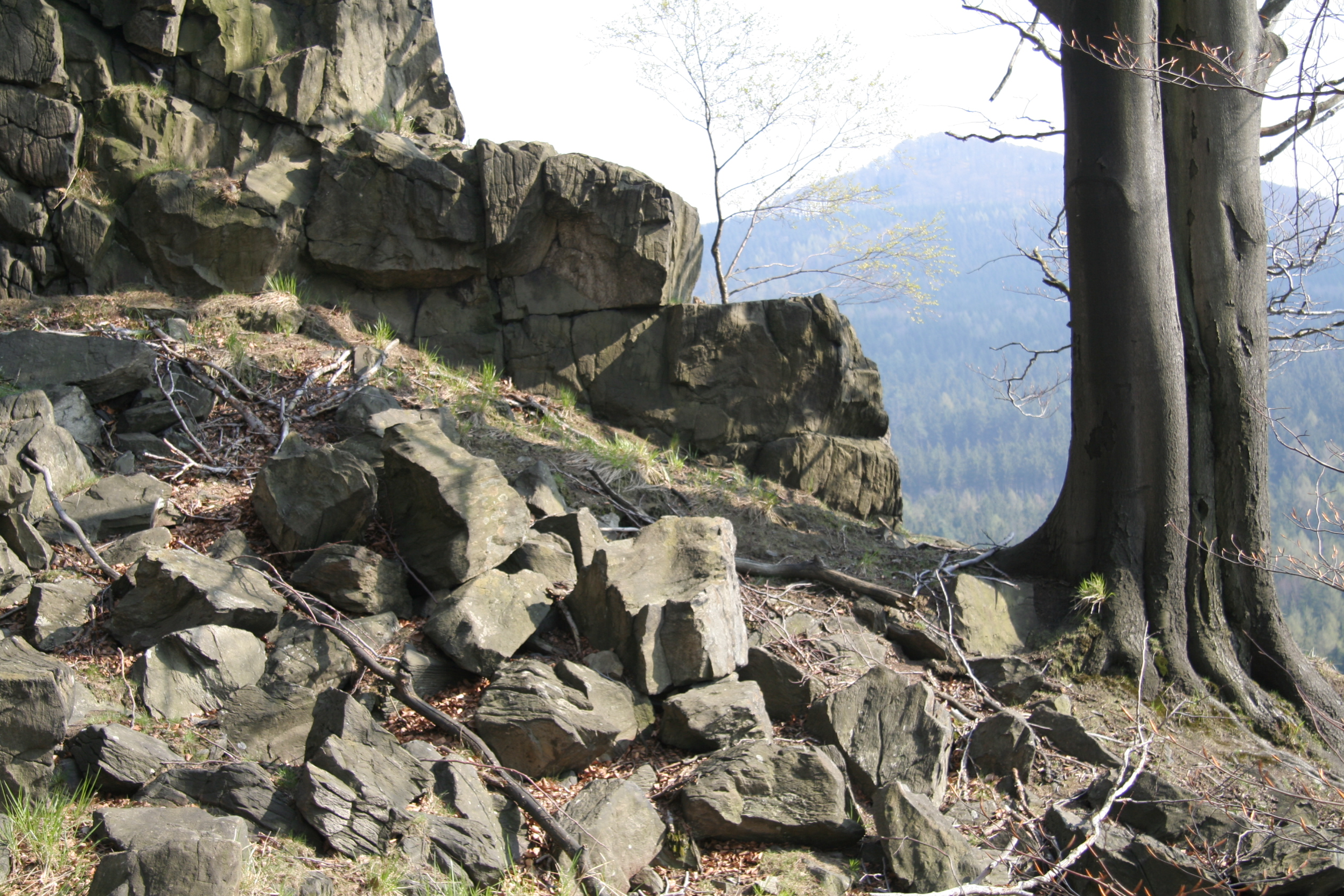
Gipfel des Himpelberg, Blick zum Großen Ahrenberg

Der Gipfel des Berges ist dicht bewaldet und ermöglicht nur nach Osten einen begrenzten Ausblick. Von einigen am Aufstiegsweg gelegenen Felsriffen bietet sich dagegen eine umfassendere Aussicht in die nähere Umgebung, aber auch in die Wald-Felslandschaft der Sächsisch-Böhmischen Schweiz.

## Wege zum Gipfel
- Der Chřibský vrch liegt an einem grün markierten Wanderweg, der von Chřibská kommend weiter nach Mlýny (Hillemühl) führt. Eine markierte Abzweigung führt zum Gipfel.
- Ein guter Ausgangspunkte für einen Besuch des Berges ist auch die nahe Passhöhe Křížový Buk. Von dort ist der Gipfel über o. g. grün markierten Wanderweg in ca. einer halben Stunde erreichbar